# Nileknoheng
Nileknoheng is een bestuurslaag in het regentschap Flores Timur van de provincie Oost-Nusa Tenggara, Indonesië. Nileknoheng telt 490 inwoners (volkstelling 2010).